# Andaspis numerata
Andaspis numerata är en insektsart som beskrevs av Brimblecombe 1959. Andaspis numerata ingår i släktet Andaspis och familjen pansarsköldlöss. Inga underarter finns listade i Catalogue of Life.